# Eter

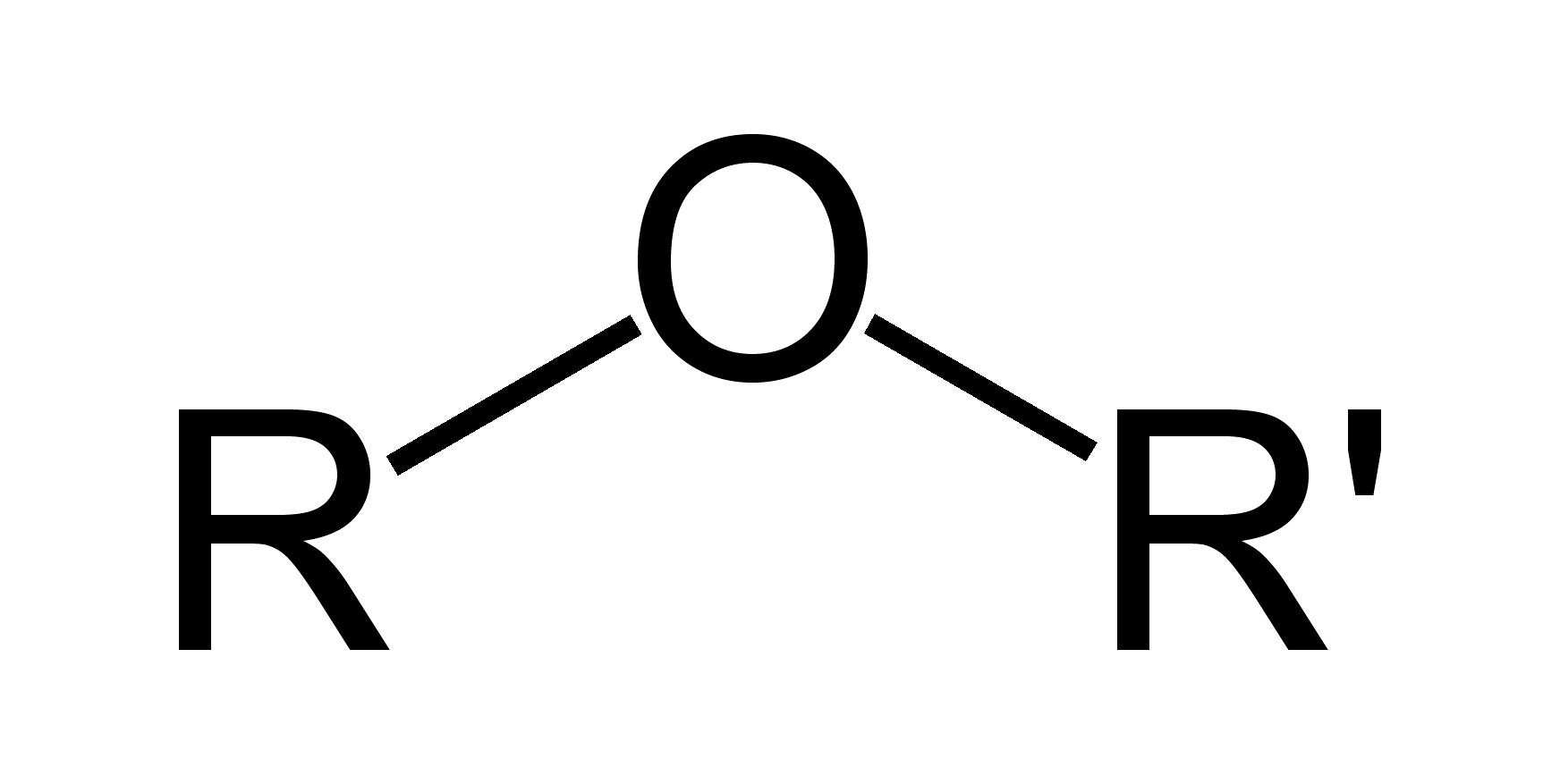
Structura generală a unui eter

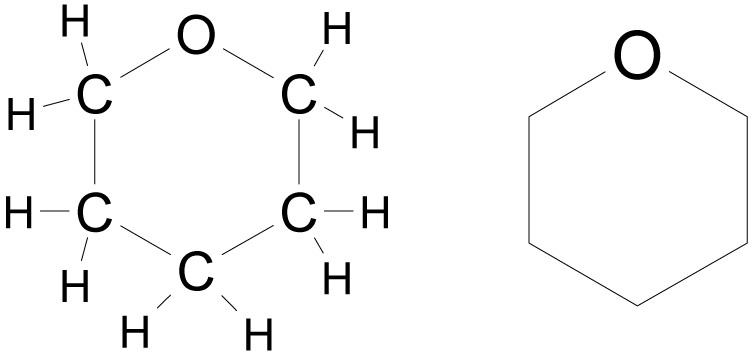
Forma ciclică a eterului (Oxiciclohexan)

Eterii sunt o clasă de compuși organici care au în moleculă o grupă funcțională de tip eter, adică un atom de oxigen legat de două resturi alchil sau aril, identice sau diferite. Un exemplu tipic este solventul și anestezicul dietil eter, denumit în mod simplu doar "eter", (etoxietan, CH3-CH2-O-CH2-CH3).
Eterii au o combinație organică lichidă, incoloră, foarte volatilă și inflamabilă, cu miros aromatic specific, obținută din alcooli sau din fenoli, cu numeroase folosiri în industrie